# کالبدگشایی (بازی ویدئویی)
کالبدگشایی (به انگلیسی: Post Mortem) یک بازی ویدئویی ماجراجویی معمای قتل می‌باشد که در سال ۲۰۰۲ توسط شرکت مایکرویدس منتشر شد. دنباله‌های این بازی طبیعت بی‌جان و طبیعت بی‌جان ۲ هستند. این بازی همچنین به زبان‌های فرانسوی، ایتالیایی، آلمانی و اسپانیایی نیز عرضه شده است.